# منفذ باشماخ الحدودي
منفذ باشماخ الحدودي هو منفذ حدودي بري عراقي كبير في إقليم كردستان العراق في محافظة السليمانية في قضاء بنجوين، المجاور لمحافظة كردستان في إيران، لا تشرف هيأة المنافذ الحدودية العراقية الاتحادية على هذا المنفذ بل يشرف عليه حكومة إقليم كردستان. المسافة بين منفذ باشماخ ومدينة السليمانية 110 كيلومترات، يُستعمل المنفذ لنقل المسافرين والتجارة، ومرور الشاحنات، إيراد منفذ باشماخ عائد لوزارة مالية إقليم كردستان.